# Osiedle ks. Ignacego Skorupki (Poznań)

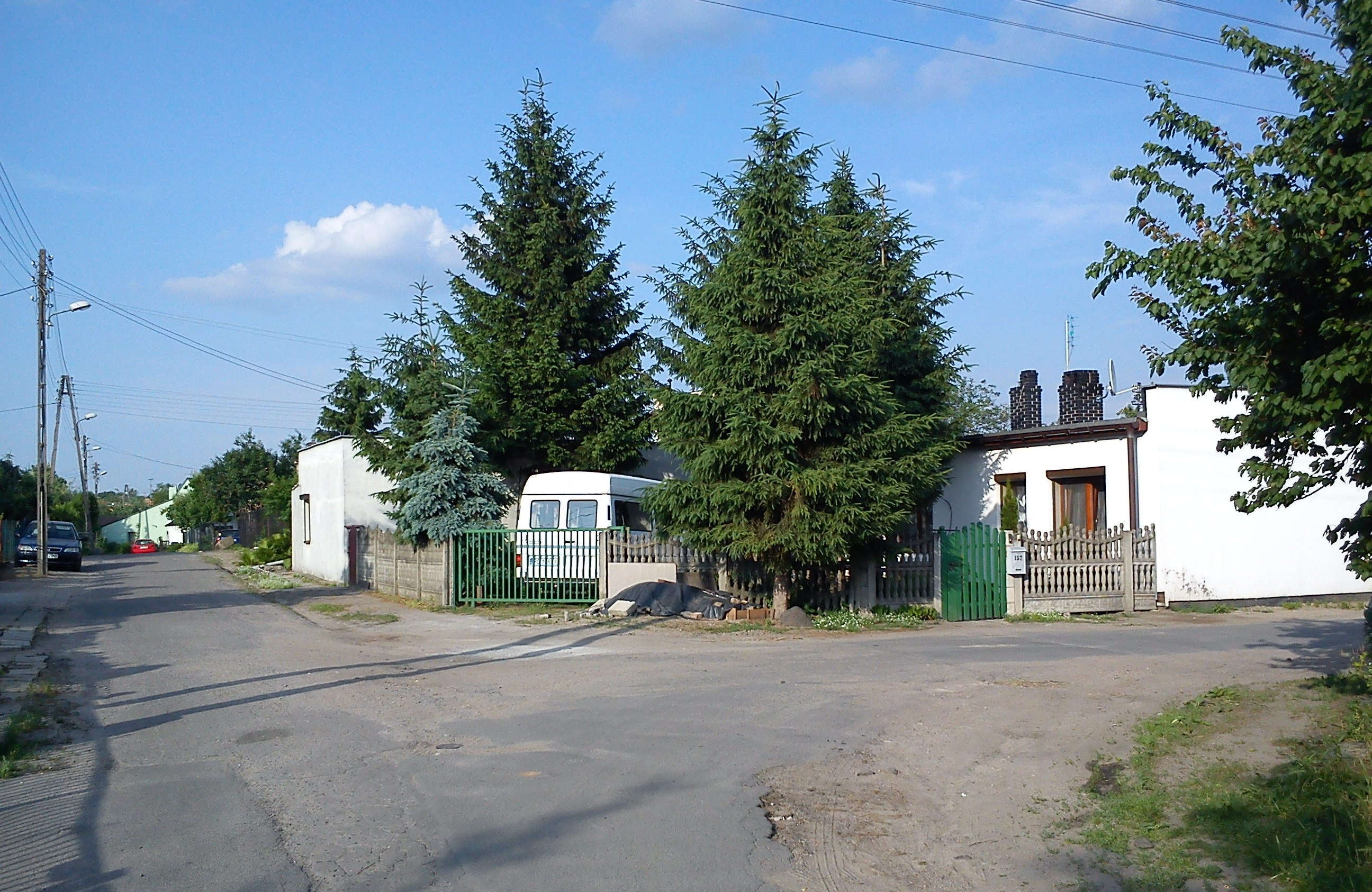
Fragment wnętrza osiedla

Osiedle ks. Ignacego Skorupki (także pot.: Albania, od pobliskiej ul. Albańskiej) – osiedle mieszkaniowe w Poznaniu, zlokalizowane na osiedlu samorządowym Górczyn, przy ul. Górniczej. Sąsiaduje z osiedlem Kopernika na zachodzie, Raszynem na północy i Cmentarzem Górczyńskim na północnym wschodzie.

## Historia
Osiedle powstało przed II wojną światową dla (prawdopodobnie) górników powracających z Anglii. Właścicielem gruntu był Kościół. W 1934 odbyło się tu tajne spotkanie robotników kolejowych z udziałem komunistycznego agitatora, a późniejszego marszałka Mariana Spychalskiego. W czasie II wojny Gärten Hermann Voss, okresie PRL Ogródki Działkowe im. Aleksandra Zawadzkiego. W 1993 r. działki przeszły na własność mieszkańców, a w 1994 r. utworzono jednostkę pomocniczą samorządu terytorialnego osiedle ks. Ignacego Skorupki. 1 stycznia 2011 r. przyłączono osiedle do jednostki pomocniczej osiedle Górczyn.
Na terenie osiedla pod boiskiem i placem zabaw znajduje się zasypany Schron Piechoty J1 VIIIa z 1903 roku (rejestr zabytków: A245). Podczas wojny osiedle sąsiadowało (aktualnie ul. Kordeckiego i skład budowlany przy ul. Węglowej) z tymczasowym obozem posiadającym bocznicę kolejową, z której była wywożona ludność do obozów koncentracyjnych i na roboty.

## Zabudowa
Powierzchnia 1,4 km², ok. 700 mieszkańców, 227 działek. Od 1994 roku trwa rozwój osiedla, powstają nowe domy jednorodzinne w miejscu altanek wybudowanych za czasów, kiedy były to ogródki działkowe. Na terenie osiedla znajduje się plac zabaw wraz z boiskiem pokrytym sztuczną trawą. W 2014 r. rozpoczęto budowę kanalizacji, zostały również wybudowane drogi wewnętrzne z kostki brukowej oraz nowe oświetlenie. Na osiedlu działa Stowarzyszenie Mieszkańców i Właścicieli Nieruchomości Osiedla Ks. Ignacego Skorupki.

## Komunikacja
W bezpośrednie sąsiedztwo osiedla (ok. 10 min pieszo)  dociera komunikacja:
- pętla autobusowa na osiedlu Kopernika,
- pętla tramwajowo-autobusowa na Górczynie,
- stacja kolejowa Poznań Górczyn,
- dworzec Polski Bus.